# Porphyrinia griseola
Porphyrinia griseola är en fjärilsart som beskrevs av Nicolas Grigorevich Erschoff 1874. Porphyrinia griseola ingår i släktet Porphyrinia och familjen nattflyn. Inga underarter finns listade i Catalogue of Life.